# Ėntl'-Juchlyng"jaun
L'Ėntl'-Juchlyng"jaun (in russo Энтль-Юхлынгъяун?) è un fiume della Russia siberiana occidentale, affluente di destra del Pim (bacino idrografico dell'Ob'). Scorre nel Surgutskij rajon del Circondario Autonomo degli Chanty-Mansi-Jugra.
Il fiume ha origine, nella regione degli Uvali siberiani, dal lago Nochyr"ëchanlor che fa parte del gruppo dei laghi Tytysamy-To e si trova ad un'altitudine di 113 metri sul livello del mare. Scorre in direzione sud-orientale attraverso una zona paludosa ricca di laghi nell'interfluvio Aj-Pim-Ljamin 3, parallelamente al corso dell'Aj-Pim. Attraversa il lago Mal-To, il gruppo dei laghi Laža-Mal-To e i laghi Num-Varlor. Sfocia nel Pim a 99 km dalla foce. La lunghezza del fiume è di 179 km, il bacino imbrifero è di 1 050 km². 